# Tylopaedia sardonyx
Tylopaedia sardonyx là một loài bướm ngày thuộc họ Bướm xanh. Nó được tìm thấy ở Nam Phi.
Sải cánh dài 32–40 mm đối với con đực và 35–50 mm females. Con trưởng thành bay từ tháng 8 đến tháng 12 và từ tháng 1 đến tháng 4 làm hai đợt per year.
Ấu trùng ăn Aspalathus spinosa, Phylica olaefolia, và Euclea undulata.

## Phân loài
- Tylopaedia sardonyx sardonyx (miền đông West Cape to Namaqualand và near Karuman in the North Cape, phía bắc into Botswana, phía đông đến the East Cape và the Orange Free State)
- Tylopaedia sardonyx peringueyi (Dickson, 1969) (West Cape)
- ?Tylopaedia sardonyx cerita Henning & Henning, 1998